# Club Escacs Barcelona
El Club Escacs Barcelona és una entitat esportiva del districte de Ciutat Vella de Barcelona amb seu al carrer Julià Portet, núm. 5, Principals 1a. i 2a.
Fundat el 17 de setembre del 1921, fou impulsat per Plàcid Soler Bordas. És considerat el primer club d'escacs d'Espanya; la data de fundació és anterior a les federacions espanyola i internacional. Foren precisament uns socis del club els que el 1925 fundaren la Federació Catalana d'Escacs i, el 1928, la Federació Espanyola d'Escacs. La seva constitució va tenir lloc al Gran Cafè Espanyol i posteriorment la seu central passà al Gran Cafè Comtal. Després dels anys crítics, en què va estar a punt de desaparèixer a causa de la Guerra Civil, revifà durant els anys cinquanta, l'època de màxima esplendor.
El novembre de 1946, coincidint amb el seu vint-i-cinquè aniversari de la seva fundació, organitzà el I Torneig Internacional de Barcelona amb la participació de destacats jugadors internacionals com Miguel Najdorf o nacionals com Antonio Medina i un joveníssim Artur Pomar.

## Resultats destacats en competició
Guanyà nou Campionats de Catalunya per equips (1932, 1945, 1947, 1955-59, 1989) i tres Campionats d'Espanya per equips (1956, 1964, 1967).

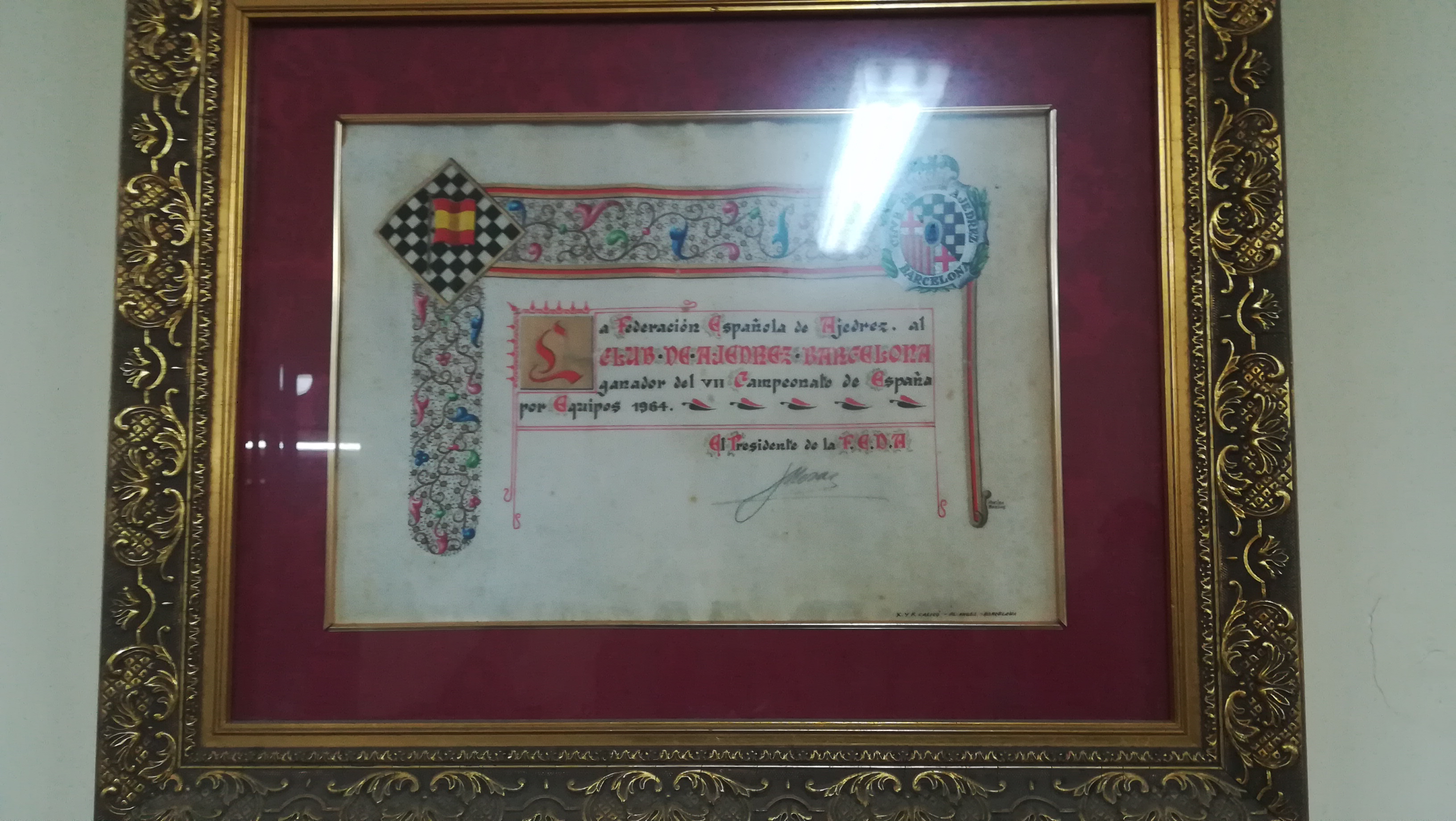
Diploma de guanyador del Campionat d'Espanya d'escacs per equips de 1964

### Fusió Barcelona - Vulcà
L'any 1999 es fusionà amb el Club Escacs Vulcà per crear el Club Escacs Barcelona-Vulcà, que esdevingué un dels més potents de Catalunya. El nou club guanyà tres Campionats de Catalunya (1999, 2000, 2002), una Copa Catalana d'escacs actius (1999) i un subcampionat de Catalunya de partides ràpides (2000). Sumant el palmarès dels dos clubs predecessors, fou el club amb més títols d'Espanya (12) i de Catalunya (23). Els jugadors més destacats del nou club foren Rafael Domènech, Antonio Medina, Arturo Pomar, Ángel Martín i el president d'honor, Josep Paluzie. També en destacà la secció de go, joc d'estratègia d'origen coreà, que guanyà molts adeptes la primera dècada del segle xxi.

### Integració del Barceloneta
El 2010 recuperà la denominació original quan el Club Escacs Barcelona-Vulcà integrà en la seva estructura el Club Escacs Barceloneta.

### Fusió amb la UGA: El Club Escacs Barcelona - UGA
El març del 2012, el Club Escacs Barcelona es fusionà amb la UGA. El nou club adoptà la denominació Club Escacs Barcelona-UGA.
Fou campió de Catalunya per equips de la Divisió d'Honor en els anys 2014 i 2015, i subcampions en els anys 2012 i 2013. El 2014 fou campió de Catalunya de ràpides per equip amb el resultat de 7 victòries, unes taules i una sola derrota, jugat a Calaf. Un any després de guanyar el títol de la Lliga catalana, l'abril de 2016 descendí de categoria.
El 2018 va ascendir a la divisió d'honor catalana, després de quedar campió de la primera divisió.